# Abas (Etrusker)
Abas ist eine Gestalt der römischen Mythologie.
Abas war ein etruskischer Fürst aus Populonia. Mit 600 Mann Hilfstruppen aus Populonia und Ilva unterstützte er Aeneas gegen Turnus, wurde aber schließlich im Kampf mit den Feinden von Lausus, dem Sohn des Mezentius, getötet.